# リズム (RYTHEMのアルバム)
『リズム』は、日本の音楽デュオ・RYTHEMが2010年12月8日にソニー・ミュージックアソシエイテッドレコーズから発売した4枚目のオリジナルアルバム。

## 内容
前作『BEST STORY』から約1年4ヶ月、オリジナルアルバムとしては『23』から約2年2ヶ月ぶりのアルバム。
Ustreamでの解散発表生中継にて発売が告知された、セルフタイトルによる最後のオリジナルアルバム。
初回生産限定盤と通常盤の2形態で発売された。初回生産限定盤には「ツナイデテ」「無題」「A Flower」のミュージック・ビデオと、「A Flower」のメイキング映像、今作と「A Flower」のジャケット撮影メイキング映像を収録したDVDが同梱された。また、アナザージャケットが全3種の内ランダムで1枚封入された。

## 収録曲
1. prologue [0:25]
作曲・編曲：新津由衣
2. Life Tree [4:02]
作詞・作曲：新津由衣
編曲：河野伸、新津由衣
ホーンアレンジ：河野伸
3. Homey [4:04]
作詞・作曲：新津由衣
編曲：河野伸、新津由衣
ホーンアレンジ：河野伸
4. After hours, Before sleep [3:15]
作詞：新津由衣
作曲：RYTHEM
編曲：益田トッシュ
18thシングルのカップリング曲。
5. ツナイデテ [4:19]
作詞・作曲：RYTHEM
編曲・ストリングスアレンジ：斎藤有太
17thシングルの表題曲。
6. 1piece [4:16]
作詞・作曲：新津由衣
編曲：河野伸、新津由衣
ホーンアレンジ：河野伸
7. all-ways [4:58]
作詞・作曲：新津由衣
編曲：河野伸、新津由衣
ストリングスアレンジ：河野伸
8. パラドックス [4:02]
作詞・作曲：加藤有加利
編曲：益田トッシュ
9. 妄想ギャンブラーズレストラン [3:36]
作詞・作曲：新津由衣
編曲：納津由衣[注 1]
10. fast food [3:34]
作詞・作曲：RYTHEM
編曲：益田トッシュ
17thシングルのカップリング曲。
11. 無題 [4:16]
作詞・作曲・編曲：新津由衣
2nd配信限定シングルの表題曲。
12. 遠恋歌 [4:53]
作詞・作曲：加藤有加利
編曲：益田トッシュ
13. A Flower [4:52]
作詞・作曲：新津由衣
編曲：河野伸、新津由衣
ストリングスアレンジ：河野伸
18thシングルの表題曲。
14. アリー [5:04]
作詞・作曲・編曲：新津由衣
ストリングスアレンジ：河野伸
15. epilogue [1:49]
作曲・編曲：新津由衣

## 参加ミュージシャン
RYTHEM
- YUI：Vocal (全曲)、Keyboards (#1,10,11,14,15)、Programming (#1,15)、Matryomin (#6)
- YUKA：Vocal (全曲)

Additional Musician
- 河野伸：Keyboards & Programming (#2,3,6,7,13)
- 益田トッシュ：Programming (#4,8,10,12)
- 成田真樹：Programming (#5,9,11,14)
- 中條美沙：Additional Programming (#10)
- 石井マサユキ：Guitar (#2,3,4,12)、Acoustic Guitar (#13)
- 知念輝行：Acoustic Guitar (#5)
- hiro：Guitar (#9)
- 田中シゲアキ：Ska Guitar (#9)
- 沖山優司：Bass (#2,3,13)
- 有賀啓雄：Bass (#5)
- 佐野康夫：Drums (#2,3,13)
- 小田原豊：Drums (#5)
- tachibana：Drums (#9)
- 金原千恵子ストリングス：Strings (#7,13,14)
- 弦一徹ストリングス：Strings (#5)
- ルイス・バジェ：Trumpet (#2,3)
- 竹上良成：Alto Sax (#2)、Tenor Sax (#2,3)
- 鹿討奏：Trombone (#3,6)
- 土井徳浩：Clarinet (#6)
- Zannens：Hand Claps (#2)

## タイアップ
- 日本テレビ系列水曜ドラマ『ギネ 産婦人科の女たち』エンディングテーマ (#5)